# 和田義明
和田 義明（わだ よしあき、1971年〈昭和46年〉10月10日 - ）は、日本の政治家。自由民主党所属の元衆議院議員（3期）。
防衛大臣補佐官、内閣府副大臣、内閣府大臣政務官、自由民主党女性局次長、同ネットメディア局次長、同「こども・若者」輝く未来創造本部幹事、同孤独・孤立対策特命委員会幹事、同遊説局長、同新型コロナ感染症対策本部事務局長、同国防副部会長などを歴任。
義父は、衆議院議長を務めた町村信孝。

## 来歴
大阪府に生まれる。兵庫県神戸市の小・中学校に通った後、旭化成に勤務する父の海外勤務に伴いパリに移る。パリ・インターナショナルスクールを卒業。1995年、早稲田大学商学部卒業後、三菱商事入社。主に自動車事業本部に在籍、1年間ペルーに、5年間インドに駐在、そのほかも合わせて計二十数カ国で仕事した。特にインドでは現地企業に唯一の日本人として出向し、企業再生やインド国内の自動車販売店ネットワーク構築に汗を流した。座右の銘の『徹底した現場主義』はこの時の経験に基づく。
2010年、町村信孝衆議院議員の次女と結婚。2014年、三菱商事を退職し、義父・町村の札幌事務所に入所した。
2016年4月24日、町村の死去に伴い執行された北海道5区補欠選挙に自民党公認（公明党・日本のこころを大切にする党・新党大地の3党推薦）で出馬。民進党や日本共産党などが推薦する無所属の池田真紀を下し、初当選を果たす。補選勝利後、4月27日に当選が告示され、正式に衆議院議員に就任した。翌28日に衆議院に初めて登院した。また、同日付で自民党最大派閥、義父・町村が率いた清和政策研究会（細田派）に入会した。
2017年10月に実施された第48回衆議院議員総選挙では、立憲民主党から出馬した池田を破り、再選（池田は復活当選）。
2020年9月18日、菅義偉内閣で内閣府大臣政務官（金融に関する事務、防災、海洋政策、カジノ管理委員会に関する事務、経済財政政策、消費税価格転嫁等対策、税制調査会、公益社団法人及び公益財団法人に関する事務の担当、国土強靭化、領土問題、経済再生、全世代型社会保障改革、消費税価格転嫁等対策推進、TPPに関する総合調整、日EU・EPA及びTAGの国内対策に関する総合調整、新型インフルエンザ等対策特別措置法、新型コロナウイルス感染症対策について、それぞれ担当する大臣の補佐）に就任。
2021年10月31日、第49回衆議院議員総選挙で139,950票を獲得し、池田を比例でも落選に追い込み3選。
2022年8月12日、第2次岸田第1次改造内閣で内閣府副大臣（沖縄及び北方対策、地方創生、少子化対策、こども政策、女性活躍、孤独・孤立対策、子どもの貧困対策、市民活動の促進、構造改革特区、国家戦略特別区域、デジタル田園都市国家構想、公文書管理、規制改革、PFI推進、行政改革などを担当）に就任。
2023年10月10日、第2次岸田第2次改造内閣で防衛大臣補佐官に就任。防衛生産・技術基盤の強化を担当する。
同年12月1日、朝日新聞が、自民党5派閥の政治資金パーティーをめぐる問題で、清和政策研究会（安倍派）が、所属議員が販売ノルマを超えて集めた分の収入を裏金として議員側にキックバックする運用を組織的に続けてきた疑いがあるとスクープした。安倍派は2018～2022年に毎年1回パーティーを開き、計6億5884万円の収入を政治資金収支報告書に記載している。一方、収入・支出のいずれにも記載していない裏金の総額は直近5年間で1億円を超えるとされ（のちに5億円に修正）、共同通信は「実際のパーティー収入は少なくとも8億円前後に膨らむ可能性がある」と報じた。岸田文雄首相は12月12日までに、安倍派の政務三役15人のうち、閣僚4人と副大臣5人を14日に交代させ、政務官6人については辞任は自主判断とする意向を固めた。同月14日朝、岸田が、和田と、同じく安倍派所属の首相補佐官の上野通子についても交代させる意向を固めたことが報道により明らかとなった。同日、和田と上野はそれぞれ辞表を提出し受理された。
同年8月19日、小林鷹之は国会内で記者会見を開き、任期満了に伴う自由民主党総裁選挙に立候補する意向を表明。記者会見には和田ら24人の国会議員が同席した。
同年9月9日、高市早苗は自民党総裁選の出馬会見を行い、裏金事件をめぐる安倍派議員の処遇について「党の処分を覆すことはない」と明言した。9月12日に総裁選が告示され、9人が立候補した。裏金議員について次期衆院選で「非公認」とする可能性に一時言及した石破茂と高市の決選投票が濃厚になると、旧安倍派は一気に高市に動いた。高市は1回目の議員投票で、報道各社の事前調査での30～40票を大きく上回る72票を獲得した。党員数と合わせた得票数は1位だったが、決選投票で石破に敗れた。裏金議員85人（同年2月13日に公表）の一人である和田は1回目の投票では小林鷹之に投じ、決選投票では高市に投じた。
同年10月6日、石破首相は第50回衆議院議員総選挙に向けて、政治資金パーティー裏金事件で党員資格停止の処分を受けた議員などを公認しないことを決めるとともに、和田ら裏金議員43人について比例代表への重複立候補を認めない方針を示した。10月15日、総選挙が公示され、北海道5区からは和田、立憲民主党公認の池田真紀、日本共産党公認の鈴木龍次の計3人が立候補した。公明党は16日までに、出馬した計46人の裏金議員のうち、和田ら35人を推薦した。10月17日から18日にかけて各紙は序盤情勢を発表。読売新聞は「池田と和田が一歩も譲らぬ展開」と報じ、毎日新聞は「和田と池田の接戦。和田は自公支持層をほぼ固めた」と報じた。10月23日、しんぶん赤旗は、自民党が裏金問題で非公認となった候補の所属支部にそれぞれ2000万円を支給していたことをスクープした。同紙の報道により終盤情勢は一変した。10月27日、総選挙執行。投票締め切りの20時直後に北海道文化放送は池田の当選確実を報じ、池田は2期目の当選を果たした。比例重複が認められなかった和田は議席を失った。共同通信の出口調査によれば、池田に投票した60.9％が投票時に「裏金問題を考慮した」と答えた。「考慮しなかった」と答えたのは36.6％だった。裏金事件に関係した候補者は18勝28敗だった。

## 政策・主張

### 憲法改正
- 憲法を改正すべき[37]。憲法全体を見直すべき[38][39]。
- 憲法で改正すべき項目として、「緊急事態条項」と「戦争放棄と自衛隊」を挙げる[37]。
- 憲法9条を改正して、自衛隊の存在を規定すべき[38]。

### 安全保障・治安
- 集団的自衛権の容認は憲法上問題ない[38]。
- 日本の防衛力はもっと強化すべき[37]。
- 非核三原則の堅持について、どちらとも言えない[37]。
- 集団的自衛権を容認する安全保障関連法は必要[38][40]。
- 安全保障関連法の成立を「評価する」[37]。
- テロ等準備罪の成立を評価する[37]。
- 治安を守るためにプライバシーや個人の権利が制約されるのは当然だという考えに「どちらかと言えば賛成」[37]。

### 外交
- 安倍内閣の北朝鮮問題への取り組みに対する評価について「どちらとも言えない」[37]。
- 北朝鮮に対しては対話よりも圧力を優先すべきという考えには「どちらかと言えば賛成」[37]。

### 経済・財政
- 環太平洋パートナーシップ協定 (TPP) は日本の国益にかなうとするとして評価[38][41]。
- アベノミクスについて、2016年のアンケートでは「評価する」[38][39]、2017年のアンケートでは「どちらかと言えば評価する」と回答[37]。
- 消費税を2017年4月に10%に引き上げることについて、2016年のアンケートでは「17年4月以降に延期すべき」としつつ「予定通り引き上げるべき」とした[42]。安倍政権が消費税の10%への引き上げの時期を2019年に先送りしたことについて「どちらかと言えば評価しない」と回答[37]。消費税の10%への引き上げに「賛成」とし[37]、長期的に10%よりも高くすることについても「どちらかと言えば賛成」[37]。
- 所得や資産の多い富裕層に対して課税を強化することについて、「どちらかと言えば反対」[37]。

### エネルギー政策
- 原発の再稼働については、「電気料金が高止まりしている以上、再稼働はやむを得ない」[43]。そして、原子力規制委員会が安全と判断した場合は北海道電力の泊原発を再稼働すべきとし[38]、将来も原発を電力源の一つとして保つべきという考えに「どちらかと言えば近い」と回答[37]。
- 社会的格差が多少あっても経済競争力の向上を優先する考えに「どちらかと言えば近い」[37]。

### その他
- 幼稚園・保育所から大学まで教育を無償化することについて「どちらとも言えない」[37]。
- 被選挙権を得られる年齢の引き下げに反対[37]。
- 外国人労働者の受け入れ推進に「どちらかと言えば賛成」[37]。
- 首相には靖国神社に参拝してほしいという考えに「どちらかと言えば賛成」[37]。
- 選択的夫婦別姓を法律で認めるべきかについては、「どちらとも言えない」[37]。
- 森友学園問題や加計学園問題に対する安倍内閣の対応に対する評価について「どちらとも言えない」[37]。

## 人物・不祥事

### 政治資金パーティー収入の裏金問題
2024年2月13日、自民党は、政治資金パーティーをめぐる裏金問題で、党所属のすぺての国会議員らを対象に実施したアンケートの集計結果を公表した。簗の5年間の不記載額は計990万円であることが明らかとなった。
同年4月4日、自民党は党紀委員会を開き、和田を戒告とするなど安倍派と二階派の議員ら計39人の処分を決定した。
同年5月14日、衆議院政治倫理審査会は、裏金事件に関与しながら同審査会で弁明していない自民党議員44人に出席と説明を求める野党の申立てを全会一致で可決した。同月17日、参議院政治倫理審査会も同様に、弁明していない議員29人に出席と説明を求める申立てを全会一致で可決した。和田を含む関係議員73人は全員出席を拒否し、6月23日に通常国会は閉会した。
同年12月26日、東京地検特捜部は政治資金規正法違反の疑いで告発された和田を嫌疑不十分で不起訴とした。

### 旧統一教会との関係
ジャーナリストの鈴木エイトが作成した「旧統一教会関連団体と関係があった現職国会議員168人」によれば、旧統一教会関連団体との関係について、2021年の衆院選で教団関係者から選挙支援を受けており、教団関連イベントに祝電を送っていたとされる。

### その他
- 和田の幼少期、父はサラリーマン、定年後に造園技能士・母は専業主婦だった[2]。
- 家族は妻と長女[2]。
- 衆議院所属委員会は、安全保障委員会 委員、沖縄及び北方問題に関する特別委員会　委員[2]。
- 現在の自民党の役職は、女性局次長、ネットメディア局次長、安全保障関係団体委員会副委員長、生活安全関係団体委員会副委員長。
- 2020年9月から2021年10月まで、菅義偉政権下で内閣府大臣政務官を務める。

## 選挙歴
| 当落 | 選挙                     | 執行日         | 年齢 | 選挙区    | 政党       | 得票数     | 得票率 | 定数 | 得票順位 /候補者数 | 政党内比例順位 /政党当選者数 |
| ---- | ------------------------ | -------------- | ---- | --------- | ---------- | ---------- | ------ | ---- | ------------------ | ---------------------------- |
| 当   | 第47回衆議院議員補欠選挙 | 2016年4月24日  | 44   | 北海道5区 | 自由民主党 | 13万5842票 | 52.38% | 1    | /                  | /                            |
| 当   | 第48回衆議院議員総選挙   | 2017年10月22日 | 46   | 北海道5区 | 自由民主党 | 14万2687票 | 49.84% | 1    | 1/3                | /                            |
| 当   | 第49回衆議院議員総選挙   | 2021年10月31日 | 50   | 北海道5区 | 自由民主党 | 13万9950票 | 50.60% | 1    | 1/4                | /                            |
| 落   | 第50回衆議院議員総選挙   | 2024年10月27日 | 53   | 北海道5区 | 自由民主党 | 10万893票  | 41.56% | 1    | 2/4                | /                            |

## 著書
- 北海道ブランド戦略　幻冬舎（2019/6/4）